# لونيه
لونيه، (بالفرنسية: Lunel)‏، نطق (نطق:Lunèl)، هي بلدية فرنسية في إقليم هيرولت، في جنوب فرنسا. وفقا للأسطورة، تأسست لونيه، من قبل اليهود من أريحا في القرن الأول، تيقع كنيسة قديمة هناك.

## أعلام
- لويس فيلد
- ياسين العزوزي
- غيلوم بيغانسكي
- يوهان كونجيو
- إلياس السخيري